# James W. Douglass
James W. « Jim » Douglass, né en 1937, est un écrivain, militant pacifiste et théologien catholique américain. Il est diplômé de l’Université de Santa Clara. Avec son épouse Shelley, il a cofondé le Ground Zero Center for Nonviolent Action à Poulsbo, dans l’État de Washington, ainsi que Mary's House, un lieu de vie et d’accueil, rattaché à la communauté Catholic Worker, dans l’Alabama. Les Douglass ont reçu en 1997 le Prix Pacem in Terris.

## Théologie de la non-violence
Douglass est l’auteur de nombreux livres et essais dans les domaines de la théologie et de la non violence. Quatre de ses monographies, publiées entre 1968 et 1991 ont été réimprimées par l’éditeur spécialisé en théologie Wipf & Stock.
Dans JFK and the Unspeakable (Orbis Books, 2008 ; Touchstone Books, 2010 ; traduit en français sous le titre JFK et l’Indicible, Éditions Demi-Lune, 2013), James Douglass traite de l’assassinat de John F. Kennedy, dont il conclut qu’il s’agit d’un meurtre ordonné par des commanditaires non identifiés, et exécuté par la CIA avec l’aide de la mafia et de certains éléments du FBI, afin de couper court aux efforts de Kennedy, entrepris par celui-ci à la suite de la crise des missiles cubains, de mettre un terme à la guerre froide.

## Engagements
Alors qu’il était professeur de théologie à l’Université d’Hawaï, Jim Douglass s’est engagé dans la désobéissance civile pour protester contre la guerre du Vietnam.
En 1975, Jim et Shelley Douglass ont fondé le Ground Zero Center for Nonviolent Action afin de s’opposer à la construction d’une base sous-marine pour les missiles Trident dans la Péninsule de Kitsap, dans l’État de Washington. Les Douglass, rejoints par d’autres activistes désireux d’empêcher l’implantation de missiles intercontinentaux, formèrent une petite communauté intentionnelle, la Pacific Lite Community, près de la base sous-marine. Leur objectif était de « rechercher la vérité par une façon de vivre non violente, à la fois sur le plan personnel et politique. Sur le plan personnel, nous nous efforcions de défier notre racisme, notre sexisme, notre consumérisme – tous les ‘ismes’ qui nous autorisaient à abuser les autres. Sur le plan politique, nous avions choisi d'expérimenter des actions non violentes pour résister à Trident, un projet qui symbolisait à nos yeux toute la violence de notre société. »
Cette protestation non violente s’étendit par la suite à des actions contre le Train blanc, qui transportait des éléments de missiles nucléaires Trident vers la base sous-marine de Bangor.
Par la suite, les Douglass s’installèrent à Ensley, dans la banlieue de Birmingham, Alabama, et y fondèrent Mary's House, une maison d’accueil pour les personnes sans abri ou indigentes, nécessitant des soins médicaux constants.
Jim Douglass a participé à plusieurs missions de paix au Moyen-Orient. En 2003, il rejoignit l’organisation internationale Christian Peacemaker Team en Irak, et demeura avec les civils lors de l’invasion menée par les États-Unis.
Jim Douglass est membre et cofondateur de l’organisation Religious Leaders for 9/11 Truth, qui remet en cause la « version officielle » des attentats du 11 septembre.

### En français
- JFK and the Unspeakable (Orbis Books, 2008 ; Touchstone Books, 2010 ; traduit en français sous le titre JFK et l’Indicible, Éditions Demi-Lune, 2013)

### En anglais
- Douglass, James W. (1968, 2006). The Non-Violent Cross: A Theology of Revolution and Peace. Eugene, Oregon: Wipf & Stock. p. 320.  (ISBN 978-1-59752-608-1).
- James W., Douglass (1969). "The Human Revolution: A Search for Wholeness". In O'Gorman, Ned. Prophetic Voices: Ideas and Words on Revolution. New York: Random House. OCLC 9865.
- Douglass, James W. (1972, 2006). Resistance and Contemplation: The Way of Liberation. Eugene, Oregon: Wipf & Stock. p. 196.  (ISBN 978-1-59752-609-8).
- Douglass, James W. (1983, 2006). Lightning East to West: Jesus, Gandhi, and the Nuclear Age. Eugene, Oregon: Wipf & Stock. p. 112.  (ISBN 978-1-59752-610-4).
- Douglass, James W.; Shelley Douglass, Bill Livermore (1988). Dear Gandhi: Now What? Letters from Ground Zero. Philadelphia: New Society Publishers.  (ISBN 978-0-86571-125-9). OCLC 18105469.
- Douglass, James W. (1991, 2006). The Nonviolent Coming of God. Eugene, Oregon: Wipf & Stock. p. 254.  (ISBN 978-1-59752-611-1).
- Douglass, Shelley; James W. Douglass, Mary Evelyn Jegen, Pax Christi USA (1991). Selections from the Writings of Shelley and Jim Douglass. Erie, Pennsylvania: Pax Christi USA. OCLC 34667609.
- Sherman, Karen Holsinger; James W. Douglass (2007). A Question of Being: The Integration of Resistance and Contemplation in James Douglass's Theology of Nonviolence. Eugene, Oregon: Wipf & Stock. p. 128.  (ISBN 978-1-55635-144-0).